# 日高町 (兵庫県)
日高町（ひだかちょう）は、かつて兵庫県の北中部にあった町。旧気多郡。本項では、町制前の名称でもある日高村（ひだかむら）についても述べる。
2005年（平成17年）4月1日、豊岡市、城崎郡城崎町・竹野町、出石郡出石町・但東町と合併して新たに豊岡市が発足し、日高町は廃止された。

## 地理
日高町東部を円山川が北流する。町西部には神鍋高原があり、複数のスキー場がある。神辺高原には植村直己記念館がある。冬季は日高町全体に積雪があるが、1月に集中的に積雪した後、2・3月はあまり降雪しない傾向にある。
神鍋高原はスイカとキャベツの栽培に適した気候であり、かつてはスイカ、キャベツ、イチゴの特産地であった。

### 隣接していた自治体
- 豊岡市
- 出石郡出石町
- 養父郡八鹿町
- 城崎郡竹野町
- 美方郡村岡町

## 歴史
- 1889年（明治22年）4月1日 - 町村制の施行により、気多郡久田谷村・道場村・夏栗村・久斗村・岩中村・宵田村・江原村・日置村・鶴岡村・祢布村・国保村・水上村・山本村の区域をもって日高村が発足。
- 1896年（明治39年）4月1日 - 日高村の所属郡が城崎郡に変更。
- 1925年（大正14年）11月1日 - 日高村が町制施行して日高町となる。
- 1955年（昭和30年）
  - 2月1日 - 養父郡宿南村（大字赤崎・浅倉）の一部を編入。
  - 3月25日 - 国府村・八代村・三方村・西気村・清滝村と合併し、改めて日高町が発足。
- 1958年（昭和33年）1月1日 - 大字上佐野が豊岡市に編入される。
- 2005年（平成17年）4月1日 - 豊岡市・城崎町・竹野町・出石郡出石町・但東町と合併し、改めて豊岡市が発足。同日日高町廃止。

## 経済

### 特産品
- 虹鱒
- タバコ
- 製畳
- 木製ハンガー
- はちみつ
- キャベツ
- スイカ
- イチゴ

### スキー場
- 名色スキー場
- 万場スキー場
- 奥神鍋スキー場
- 大岡山スキー場
- アップかんなべスキー場
- アルペンローズ（神鍋高原）

## 交通

### 鉄道
- JR西日本
  - 山陰本線：江原駅 - 国府駅

### 道路
- 一般国道
  - 国道312号
  - 国道482号
- 県道
  - 兵庫県道1号日高竹野線
  - 兵庫県道249号府市場伏線
  - 兵庫県道250号藤井上石線
  - 兵庫県道258号山田日高線
  - 兵庫県道259号耀山日高線
  - 兵庫県道268号十戸養父線
  - 兵庫県道529号八代石井線
  - 兵庫県道713号豊岡日高線

## 教育

### 小学校
- 日高町立清滝小学校
- 日高町立静修小学校
- 日高町立西気小学校
- 日高町立日高小学校
- 日高町立府中小学校
- 日高町立三方小学校
- 日高町立八代小学校

### 中学校
- 日高町立日高西中学校
- 日高町立日高東中学校

### 高等学校
- 兵庫県立日高高等学校

## 出身・ゆかりのある人物
- 今井雅之 - 俳優。
- 植村直己 - 冒険家。
- 友田一郎 - 政治家。兵庫県会議員、同議長[1]。但馬銀行監査役。
- 友田二郎 - 外交官。憲仁親王妃久子の母方祖父。
- ユリオカ超特Q - 漫談家。